# Formostenus nigrus
Formostenus nigrus là một loài tò vò trong họ Ichneumonidae.